# Descongestivo
Un descongestivo es un fármaco que evita la congestión nasal. Generalmente, trabajan reduciendo la hinchazón de las membranas mucosas en los pasos nasales.

## Mecanismo
La mayoría de los descongestivos  causan una respuesta en el adrenoreceptor a1, principal responsable de la vasoconstricción. El efecto no está limitado a la nariz, por lo que estos medicamentos pueden provocar hipertensión; aunque la mayoría no son estimulantes tan potentes debido a la carencia de la respuesta de los demás adrenoreceptores.[cita requerida]
Generalmente son suministrados junto con antihistamínicos para reducir ese efecto.

## Administración
Suele ser administrado por la vía intranasal u oral.